# Augustin Bizimungu
Augustin Bizimungu (nacido el 28 de agosto de 1952) es un exgeneral en las Fuerzas Ruandesas de Defensa (FAR). En 1994, ejerció brevemente como Jefe del Estado Mayor. Durante este periodo, entrenó los soldados y milicianos que llevaron a cabo el Genocidio de Ruanda.

## Biografía
Bizimungu Nació en Byumba, Mukaranje Comuna, Mugina Secteur, Nyange Cellule, Ruanda.
Perteneciente a la etnia hutu, Bizimungu mantuvo el rango de teniente coronel en el FAR el 6 de abril de 1994. Aquel día, tras la muerte del Jefe de Estado Mayor Déogratias Nsabimana en un accidente aéreo que también mató al presidente Juvénal Habyarimana, Bizimungu fue promovido a general y nombrado como Jefe permanente del ejército.
Huyó del país tras la victoria del FPR (Frente Patriótico Ruandés), y presuntamente dijo "el FPR gobernará sobre un desierto."
El 12 de abril de 2002, el Tribunal Penal Internacional para Ruanda (TPIR) emitió una orden de arresto para Bizimungu, quién aparentemente trabajaba con el movimiento rebelde angoleño UNITA. En agosto de 2002, fue arrestado por el gobierno angoleño y acusado de crímenes de guerra en la Corte de la ONU en Tanzania.
El juicio se suspendió hasta septiembre de 2008, en la que Bizimungo fue juzgado junto a otros oficiales de las FAR, como Augustin Ndindiliyimana (Jefe del Estado Mayor de la Gendarmería Nacional), François-Xavier Nzuwonemeye (Comandante del Batallón de Reconocimiento del Ejército ruandés) e Innocent Sagahutu (Comanadante Adjunto del Batallón de Reconocimiento del Ejército ruandés). El 17 de mayo de 2011, Bizimungu fue condenado a treinta años en prisión por su complicidad en el genocidio.
Bizimungu fue interpretado por Fana Mokoena en la película de 2004, Hotel Rwanda.